# Le Mystère des Voix Bulgares

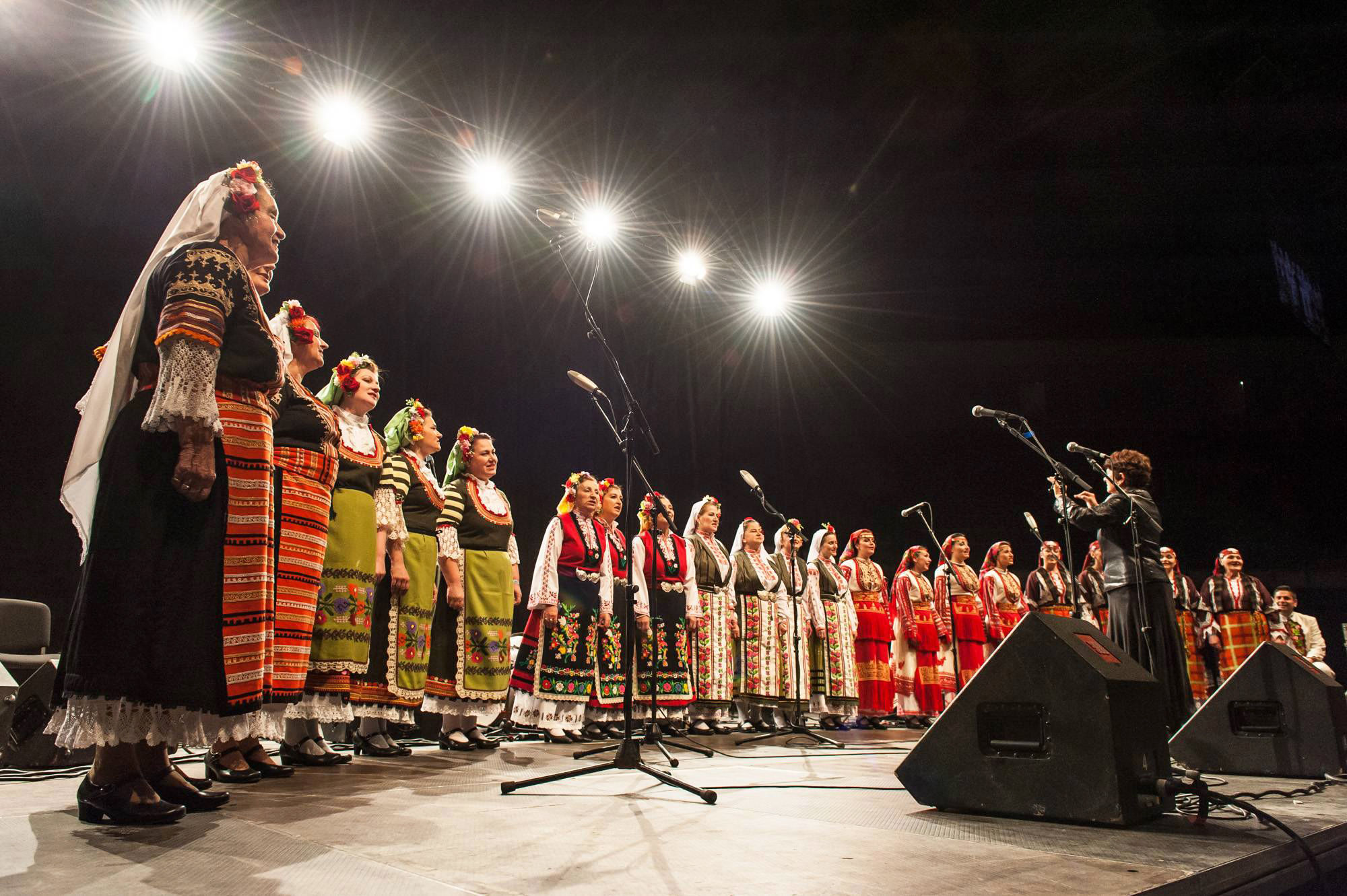
Optreden van het koor in 2013

Le Mystère des Voix Bulgares (Bulgaars: Мистерията на българските гласове), ook bekend als The Mystery Of The Bulgarian Voices en Bulgarian State Radio & Television Female Vocal Choir is een Bulgaars vrouwenkoor dat moderne arrangementen van Bulgaarse volksmuziek brengt. 

## Geschiedenis
Het koor was reeds actief in 1952 en werd internationaal bekend toen het compilatiealbum  Le Mystère Des Voix Bulgares (Volume 1) uit 1975, samengesteld door de Zwitserse musicoloog Marcel Cellier werd heruitgegeven in 1986 door het platenlabel 4AD. Hoewel op het album meerdere koren opgenomen waren, werd het staatsomroepkoor bekend als Le Mystère des Voix Bulgares. Volume 2 uit de serie werd onderscheiden met een Grammy Award. Volume 4 kwam uit in 1998. Drie solistes uit het koor werkten als Trio Bulgarka samen met Kate Bush op haar albums The Sensual World (1989) en The Red Shoes (1993). Twintig jaar na Volume 4 kwam er een plaat uit in samenwerking met Dead Can Dancezangeres Lisa Gerrard. Terwijl de eerdere platen van het koor hoofdzakelijk a capella waren, werd er nu gebruikgemaakt van traditionele instrumenten als gadulka, kaval, tonbak, riq, udu en sagat en zelfs een human beatbox. Gerrard trad samen met het koor onder andere op in Ancienne Belgique en Muziekgebouw Frits Philips Eindhoven. Het koor trad met 22 leden op tijdens Le Guess Who? in de Domkerk van Utrecht.